# Ara votiva

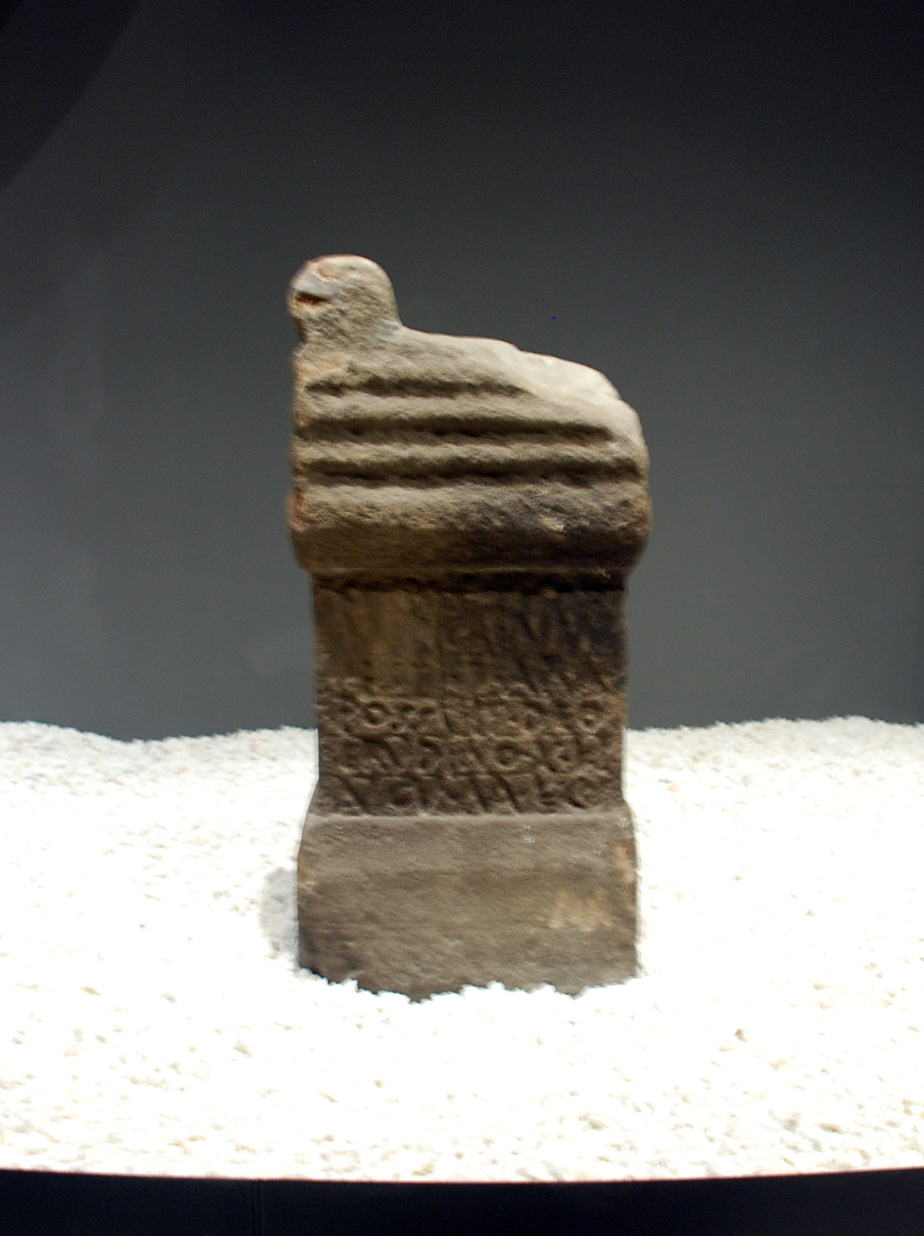
Ara votiva dedicada al dios Erudino proveniente del Monte Dobra (Cantabria, España) y depositada en el Museo de Prehistoria y Arqueología de Cantabria.

Un Ara votiva es un elemento de culto, un monumento de carácter monolítico y exento, la cual posee una inscripción epigrafica dedicada a una o varias divinidades. Estas estaban realizadas, generalmente, en mármol, aunque podían estar hechas de diversos tipos de materiales. Se trata de una práctica popular dentro de la cultura romana, aunque también podemos encontrar su uso en otras culturas, como la griega o egipcia. 
Este monumento se podía encontrar en distintos lugares según la función que desempeñe, concretamente el ara votiva se localizaba en templos o en algunos conjuntos funerarios. También pueden desempeñar diferentes funciones, como ser la base de un conjunto escultórico o servir como altar de culto doméstico en una vivienda. El primer caso, aparece en algunas ocasiones debido a que pueden formar parte de dicho conjunto o porque solían reciclar la piedra, estuvieran inscritas o no.

## Significado
La palabra ara significa "altar, piedra sobre la que se ofrecen sacrificios a la divinidad", coincide bastante con "Losa o piedra consagrada que suele contener reliquias de algún santo, que se ponía sobre el altar y sobre la cual extendía el sacerdote los corporales para celebrar la misa.". La palabra votivo que es la que le da el carácter que la define y la diferencia de los otros tipos de ara, tiene como significado "Que se ofrece como voto o promesa, o que tiene relación con él.", parecido a la siguiente definición "Ofrecido por voto o relativo a él.".
Suelen tener una forma de altar o de columna cuadrangular y su altura predomina más que la anchura y la profundidad. Poseen inscripciones en alguna de sus caras con la finalidad de pedir algo o agradecer algún suceso a la divinidad a la que fuera dirigida, ya que tenían diferentes dedicaciones.

## Elementos y tipologías generales de un Ara Votiva
De manera general, las aras podían presentar las siguientes tipologías:
1. Ara con dos pulvini cilíndricos y frontón triangular.
2. Ara con cuatro acróteras y frontón con forma de fastigium a doble vertiente.
3. Ara con cuatro acróteras y frontón con forma de fastigium semicircular.
4. Ara rematada con una faja decorada con acróteras y frontón.
5. Aras sin remate.

Dentro de la categoría de ara votiva, el ara se componía de varias partes, cuya presencia dependía de la ordinatio que tuviera o de los elementos que incluyera. En su conjunto, una ara está compuesto por:  
1. Parte superior del ara, conocida como cabecera, incluye elementos como las acróteras decoradas y el frontón, generalmente triangular e inspirado en los templos griegos . En esta sección, es común encontrar elementos decorativos referentes a la divinidad dedicada. Por ejemplo, en la Roma mediterránea, era común el voto a la “triada capitolina” compuesta por el dios Júpiter (se le representaba con un águila), la diosa Iuno o Juno (representado por un pavo real) y la diosa Minerva. La formulación más utilizada para el dios Júpiter en los altares era: “I(ovi) O(ptimo) M(aximo) / Sacrum”.
2. Parte media del ara, compuesta por el campo epigráfico, se encontraba en la parte lisa del ara, muchas veces dentro un marco esculpido. Las inscripciones votivas suelen ser reducidas en su contenido, representativas únicamente del voto, a diferencia de las aras funerarias, que podían presentar el cursus honorum de las personas nombradas u otros caracteres. El patrón de este tipo de soporte se caracteriza por: 
- Enunciar la divinidad: El nombre de la divinidad se ponía normalmente en dativo (latin) señalando la ofrenda hacia la divinidad, aunque también podía aparecer escrito en genitivo (latín). Seguido del nombre de la divinidad, podían añadirse diferentes adjetivos alusivos a su carácter como “Sancto” (santo),  o “Sacrum” (consagrado), siendo esta última expresión frecuente en la dedicación a los dioses manes “Dis Manibus Sacrum” tantos en aras votivas, como funerarias.
- Nombre del dedicante: El nombre del dedicante se presentaba generalmente en el caso nominativo (latín), directamente o, a veces, por medio de la expresión “dono dedit” (doy/ entregó).
- Otros datos: Permitirse la realización de un ara votiva propia, en época romana, era una demostración, muchas veces, del estatus económico del dedicante, por lo que era relevante incluir la procedencia de los fondos consagrados para construir el monumento. De ahí que sea frecuente la aparición de expresiones tales como: “sua pecunia” (con su dinero), “ex patrimonio suo” (de su patrimonio) o “aere publico” (con dinero público), entre otros. [8]

Asimismo, podía mencionarse otros partidarios del dedicante en la inscripción, como la familia o personas relevantes por su contribución al pago de la ofrenda. Algunos ejemplos de estas expresiones: “cum filio et matre” (con su hijo y su madre), “per patrem” (por su padre), etc. 
En este tipo de inscripciones, también se pueden observar incluidos los motivos de la ofrenda, los cuales podían ser diversos, desde la realización de una ofrenda para pedir a una divinidad, una ofrenda para saldar la deuda con la divinidad, por voluntad de la persona, o por mandato ajeno. Algunos ejemplos de estas expresiones encontramos: “ex voto” (por voto), “ex iusso” (por mandato), "votum solvit libens merito” (cumplió el voto libremente y con justicia), entre otros. Añadir que la aparición de la fecha de la inscripción o donde se origina no es frecuente. 
3. La parte inferior o base del ara se distingue generalmente por ser amplia y estar decorada con molduras, lo que la diferencia de las estelas, que carecen de molduras debido a que suelen estar enterradas en el suelo. En esta parte, también podían aparecer decoraciones, aunque no es frecuente encontrarlas.

## Otros tipos de Ara
También existen otros tipos de aras, como puede ser el ara funeraria, que posee la misma estructura (excepto en la inscripción del campo epigráfico debido a que tienen más elementos y son más complejas). La diferencia es que se hace con una finalidad distinta, enfocada a recordar al difunto y en algunos casos, glorificarlo.